# ホンダオブザユー・ケー・マニュファクチュアリング
座標: 北緯51度35分14秒 西経1度44分15秒 / 北緯51.587204度 西経1.737511度
ホンダオブザユー・ケー・マニュファクチュアリング・リミテッド（Honda of the UK Manufacturing Ltd. 、略称HUM）は、かつて存在した本田技研工業のイギリスの製造子会社。イギリス・スウィンドンに工場を置き、鋳造、エンジン組立、プレス、溶接、塗装、自動車組立などを行っていた。

## 概要
イギリスの南部、ウィルシャー州スウィンドン市に所在した。370エーカー（150ヘクタール）の敷地は、ストラットン・セント・マーガレットとサウス・マーストンの境界をまたいでいる。
1985年2月に設立、1989年にエンジンの生産を開始、1992年に完成車生産を開始。
HUMには2019年時点で約3,500人が雇用されていた（2009年の記事では約3,400人）。
ホンダはスウィンドン工場に合計15億ポンド以上の投資を行っていた。生産台数は2008年時点で230,423台。2016年の年間生産台数は134,146台に減少したが、それでも2015年比で12.3％の増加となっていた。
2019年に閉鎖計画が発表され、2021年7月30日をもって生産終了・閉鎖された。

## 歴史

### イギリスでのホンダ

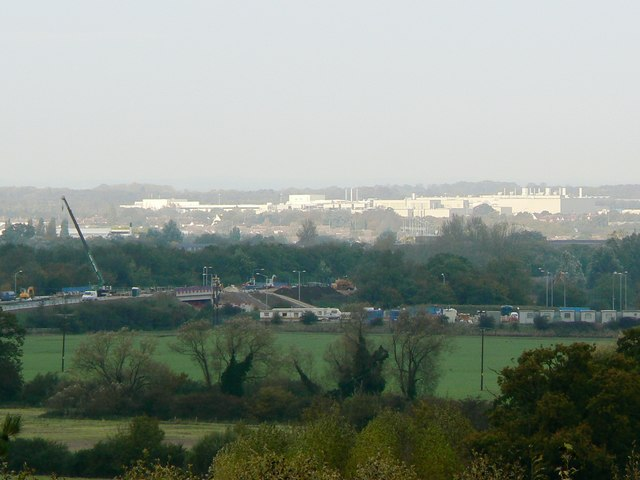
プラント（2006年）

1960年代に人気の高い二輪車でイギリスに進出したホンダは、1966年に2人乗りスポーツカーで四輪車販売に進出。日本車（特に日産のダットサン）の販売が急増していた時期に、1972年に初代シビックを発売。1976年には大型のアコードが、1979年にはクーペのプレリュードがラインナップに加わった。
1980年、ホンダはブリティッシュ・レイランド（BL）と合弁会社を設立し、ホンダ車を基にした車をBL工場で生産した。最初の製品はホンダ・バラードをベースとした1981年のトライアンフ・アクレイムで、3年間生産された後ローバー・200シリーズに置き換わった。
その間、1980年に発表された「プロジェクトXX」は、1980年代半ばに発売される予定の中型高級サルーンとして発表され、1986年にホンダ・レジェンドをベースにしてローバー・800シリーズとして発売された。
同時期、ホンダはBL/オースチン・ローバーに、英国向けにバラードサルーンをローバー・200シリーズと並行してロングブリッジで生産することで合意していた。バラードの後継車であるコンチェルトもロングブリッジで製造され、2代目ローバー200シリーズをベースにしていた。

### スウィンドン工場
ホンダは1985年、スウィンドンの北東部郊外にあるサウス・マーストンの敷地を買収した。この敷地は第二次世界大戦中にフィリップス＆パウィスとショート・ブラザーズによって航空機の生産に使用され、後にヴィッカース・アームストロング・スーパーマリンによって使用された。1938年にこの場所が選択されたのは、グレート・ウェスタン鉄道のスウィンドン工場に熟練した労働者がいたことを考慮したものであった。
HUMは1985年に設立され、1989年からエンジン工場での生産を開始した。1992年にはアコード（ローバー・600シリーズと同じ設計だがエンジンは異なる）の生産が開始され、第2のエンジン生産ラインが導入された。1994年にはシビックの生産を開始したが、同年ローバーがBMWに買収されたことにより、ローバーとホンダの合弁事業は終了した。しかし、1995年のローバー・400シリーズは、新型ホンダ・シビックをベースにしていた。
2000年8月、イギリス製のホンダ車を初めて日本に輸出することが明らかになった。同年には、1997年からイギリスで販売されていたSUVのホンダ・CR-Vの生産も開始した。2001年9月、HUMはスウィンドンに第2の自動車組立工場を開設し、さらに200人の雇用を創出した。2001年12月、スウィンドン工場の労働者は投票で組合を結成した。
2002年、スウィンドンでのアコードの生産は終了し、新型は日本から輸入されることになった。2002年10月、HUMのケン・キール常務取締役は、イギリスでの生産を維持すると表明した。これは、ユーロ圏に加盟したかどうかは関係なかった。
ホンダは2006年9月、スウィンドン工場の従業員を700人増員し、生産台数を32%増の25万台に引き上げると発表した。ホンダは2008年2月、スウィンドン工場の新生産設備に8,000万ポンドを投資して、プラスチック自動車部品とエンジン用金属鋳物を生産すると発表した。
2009年1月30日、売上高の減少に伴う不況の影響で、スウィンドン工場の直接雇用の従業員を6月1日までの4ヶ月間、最初の2ヶ月間は全額、残りの期間は半額程度の賃金で解雇すると発表した。間接的部門やメンテナンス部門の従業員は、解雇の代わりに約1,500ポンドを失い、職場に残ることを余儀なくされた。
HUMは2009年10月、それまで日本から輸入していたホンダ・ジャズ（日本名フィット）の生産を開始した。スウィンドンでのジャズの生産は2014年に中止され、以後は再び日本から輸入された。2012年9月、シビックとCR-Vの新型車と1.6L ディーゼルエンジン投入のために、スウィンドン工場に2億6,700万ポンドの投資計画を発表した。この投資により、総投資額は約15億ポンドになり、労働力は3,500人に増加した。  
2017年7月に合意署名した、日本と欧州連合（EU）との間の貿易協定では、2つの経済圏の間で自動車の輸入にかかる輸入関税が廃止された。輸入関税は、1985年に工場を建設する大きな理由の一つであった。2016年以降にイギリス政府によって「ブレグジットの不確実性」と呼ばれたものは、工場の将来についての疑念をさらに助長した 。
2019年2月、ホンダはスウィンドン工場を2021年に閉鎖すると発表した。閉鎖により、同地域では約3,500人の雇用が失われ、生産は日本、北米、中国にシフトする。同工場は、イギリスの欧州連合離脱準備の一環として4月に6日間の閉鎖がすでに予定されていた。2020年12月には部品納入の遅れがあったため、一時的に生産を停止したことが発表された。2021年7月30日、工場は閉鎖された。
工場閉鎖後、跡地はアメリカの不動産開発会社パナトーニに売却された。

## ホンダオブザユー・ケー・マニュファクチュアリングで生産されていた車
- ホンダ・シビック（1994年 - 2021年）
- ホンダ・ジャズ（2009年 - 2014年）
- ホンダ・アコード（1992年 - 2002年）
- ホンダ・CR-V （2000年 - 2018年）

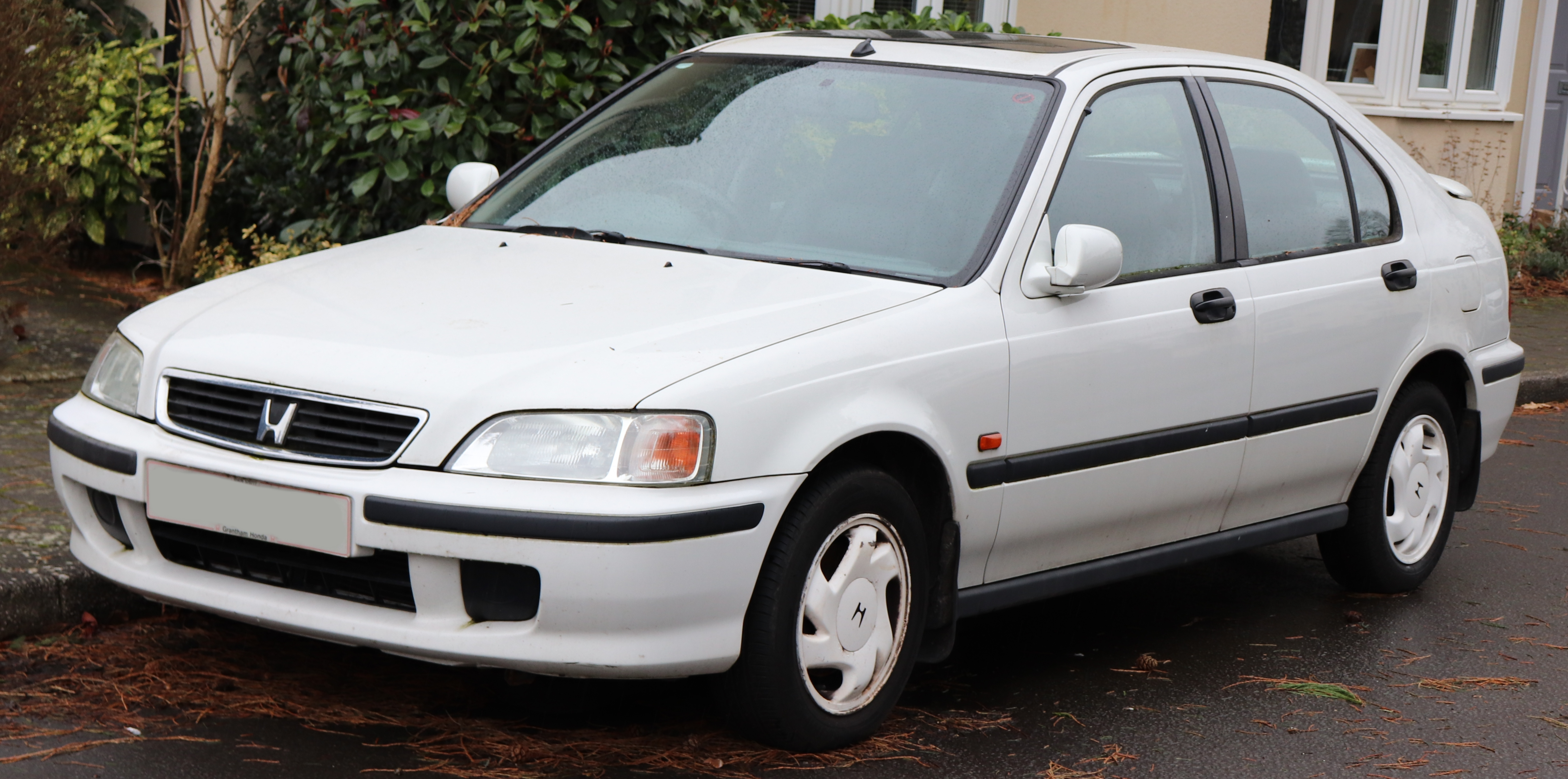
ホンダ・シビック（6代目）
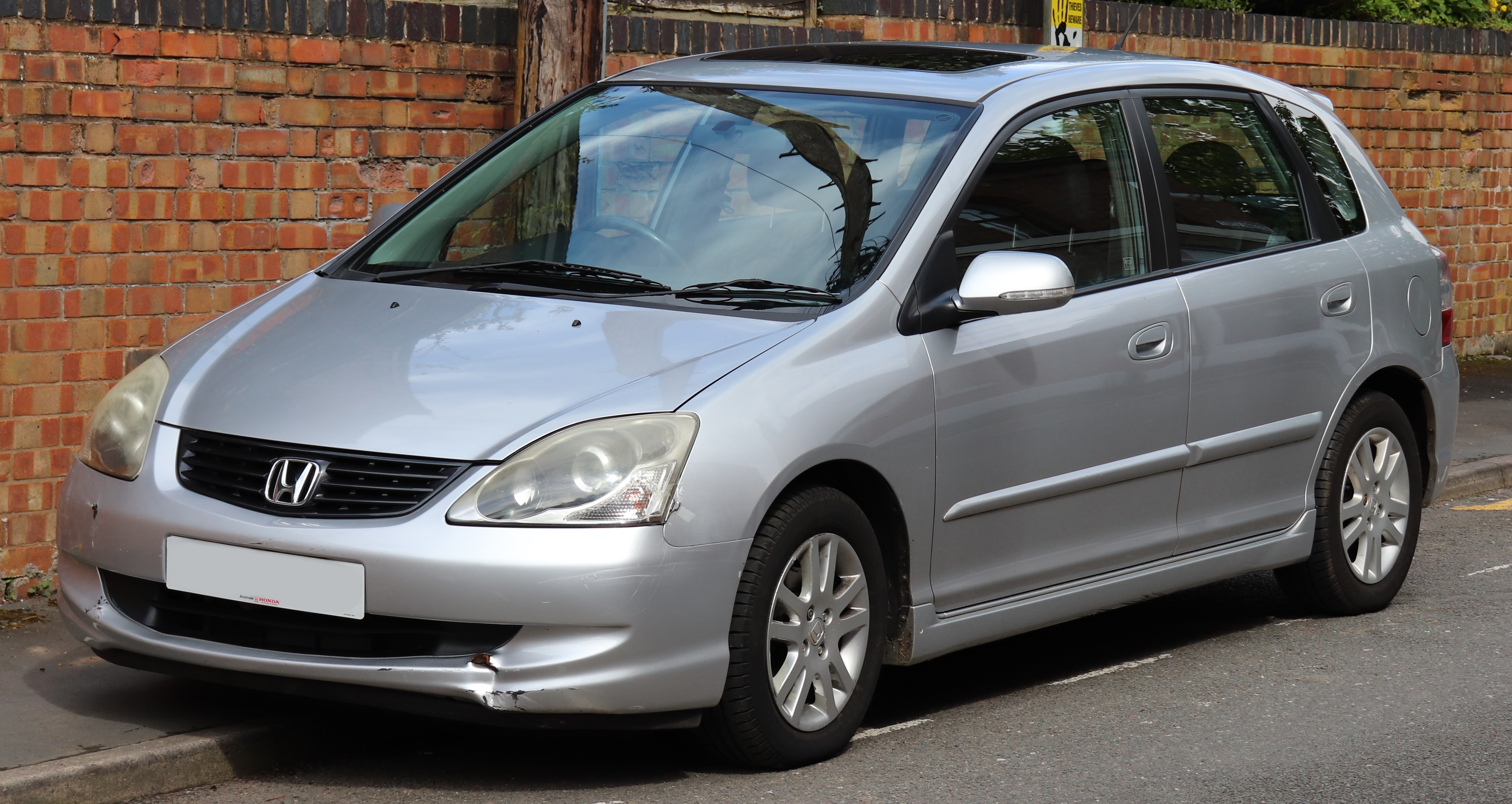
ホンダ・シビック（7代目）
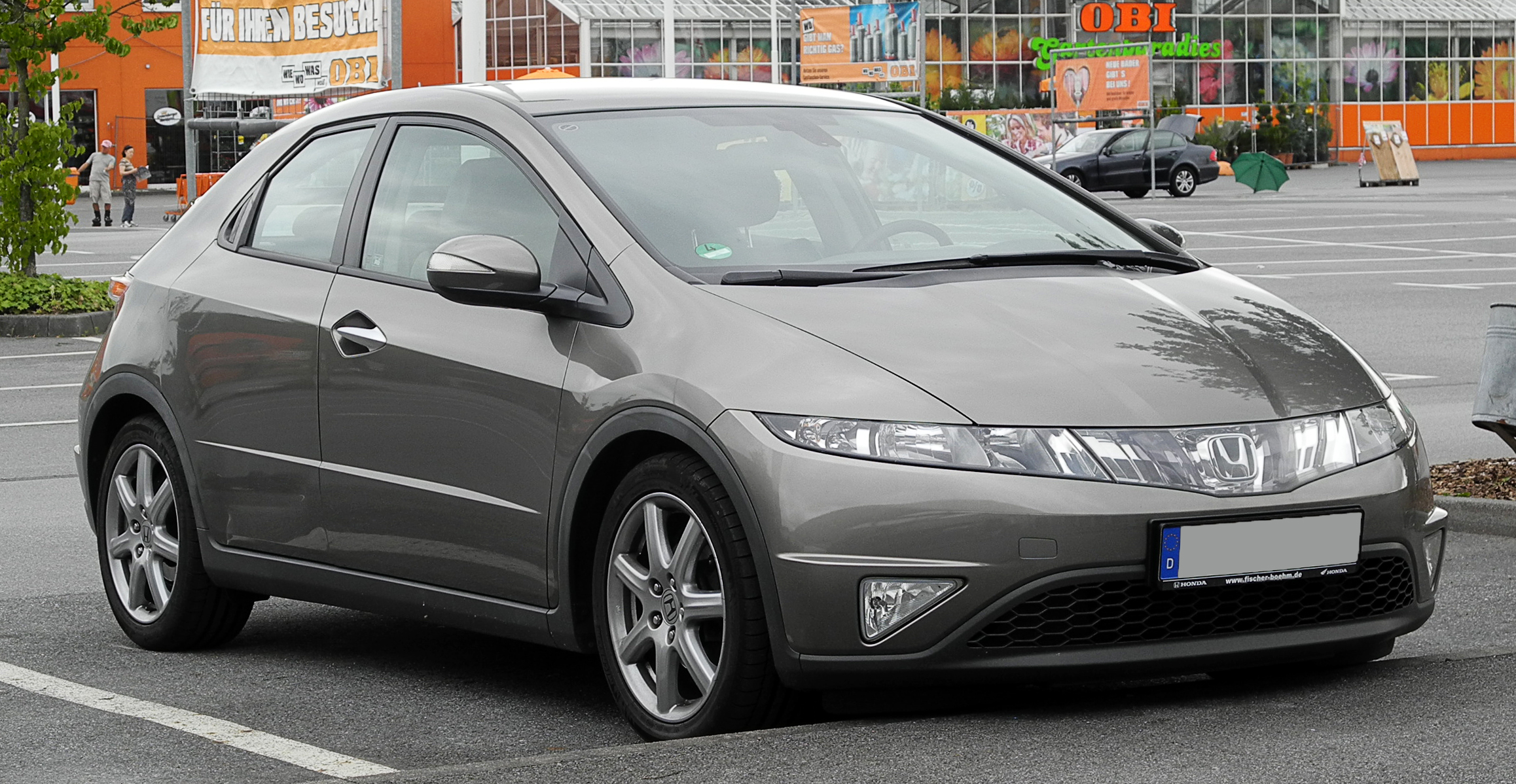
ホンダ・シビック（8代目）
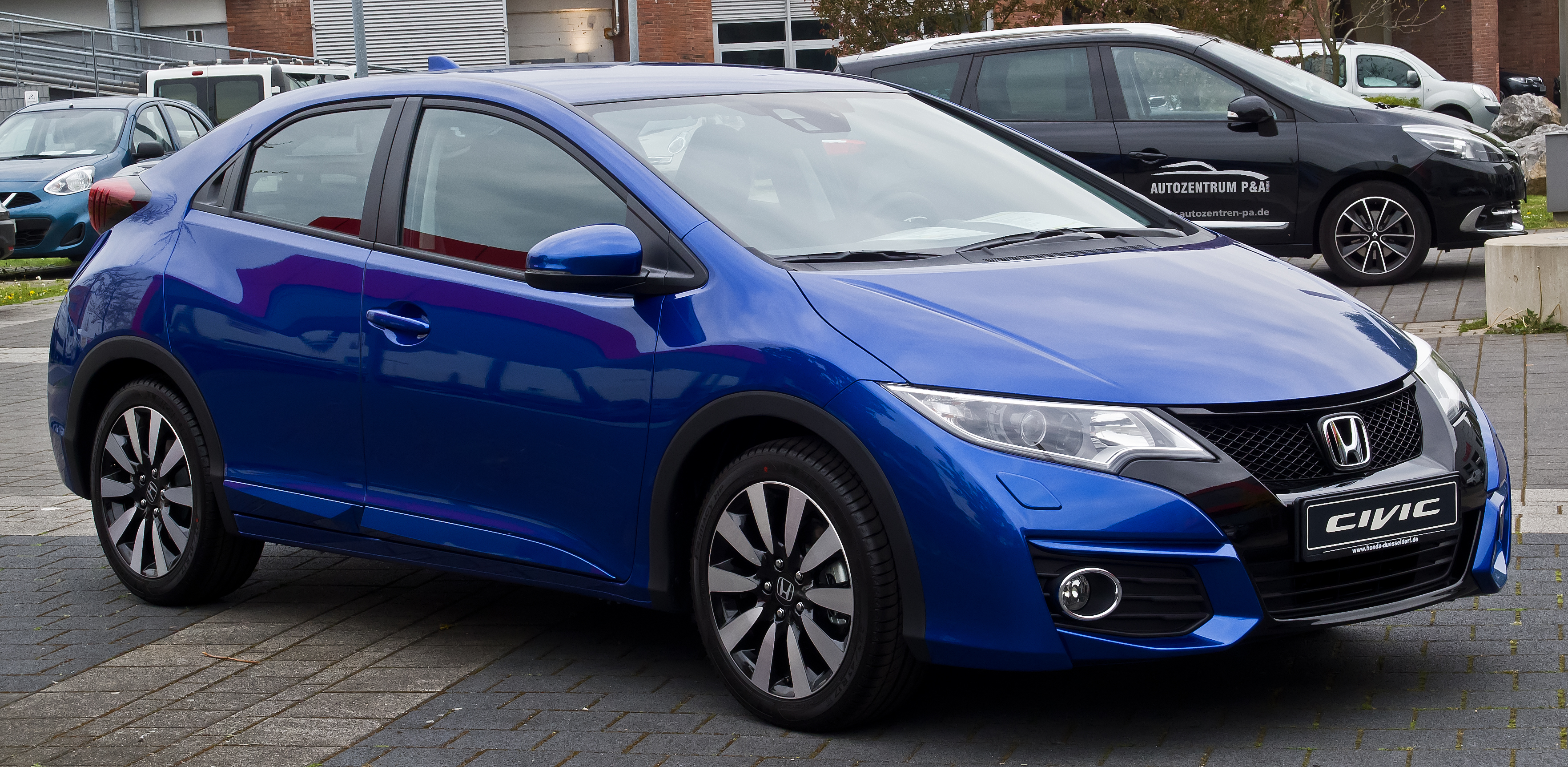
ホンダ・シビック（9代目）
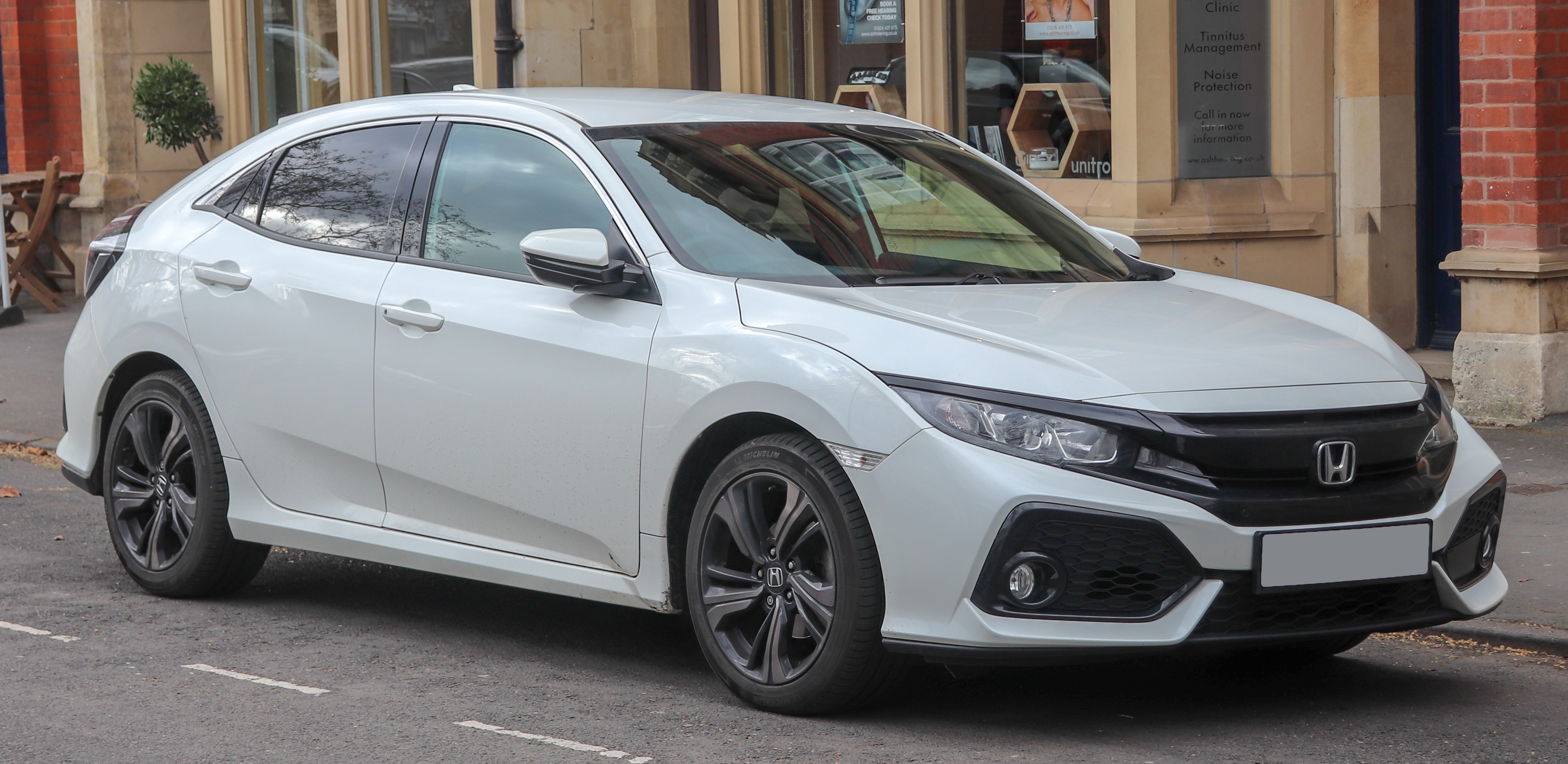
ホンダ・シビック（10代目）
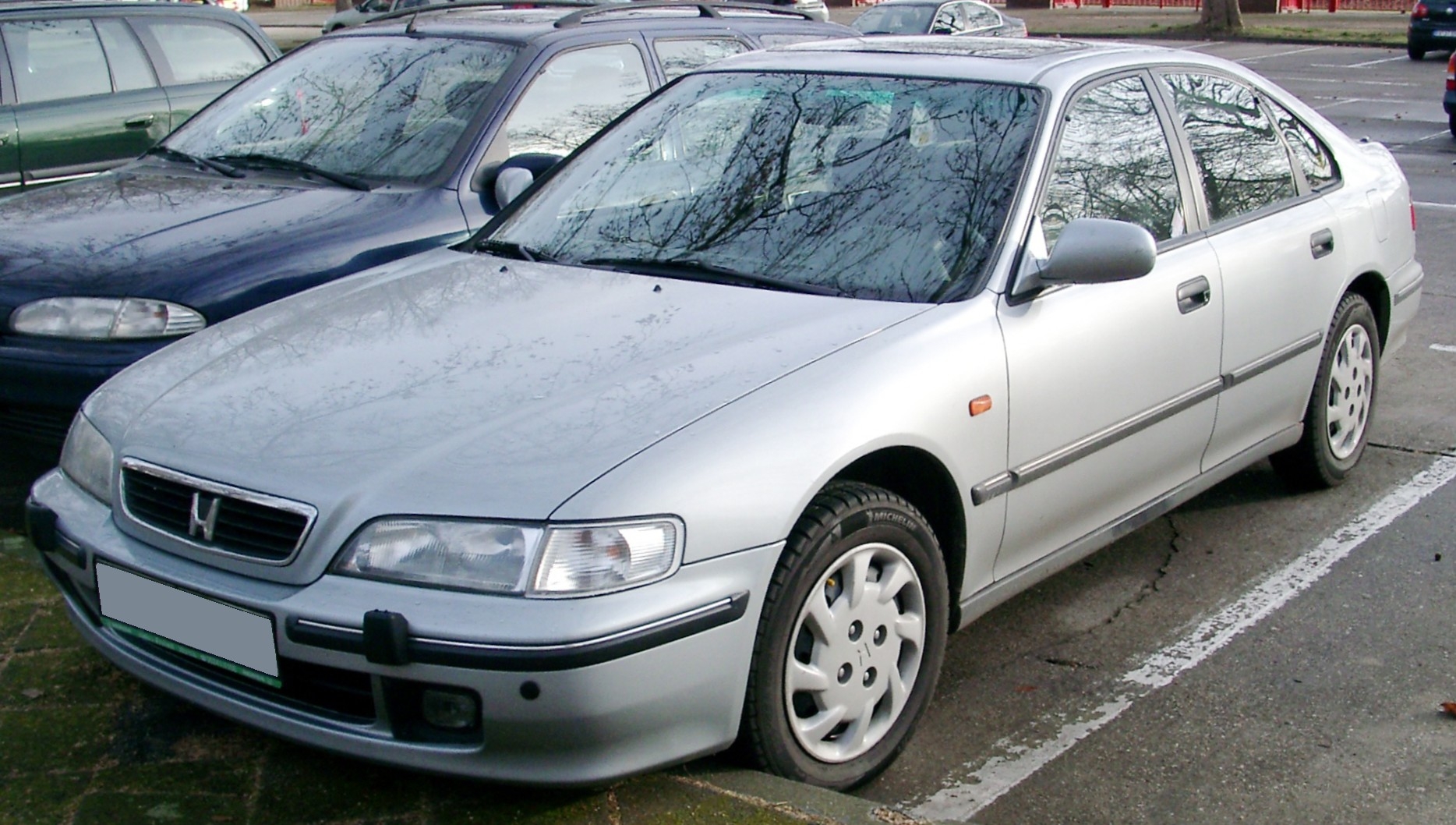
ホンダ・アコード（5代目）
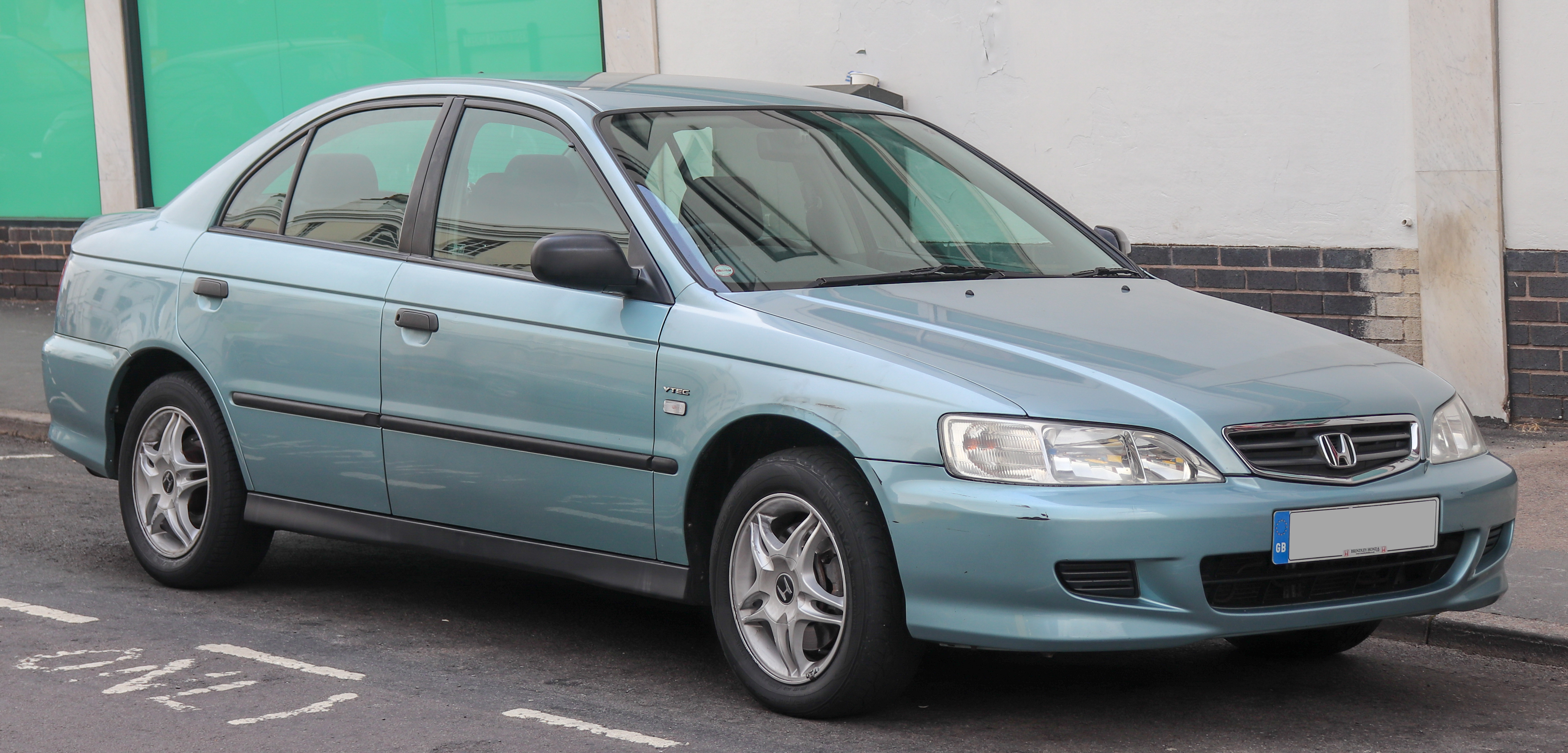
ホンダ・アコード（6代目）
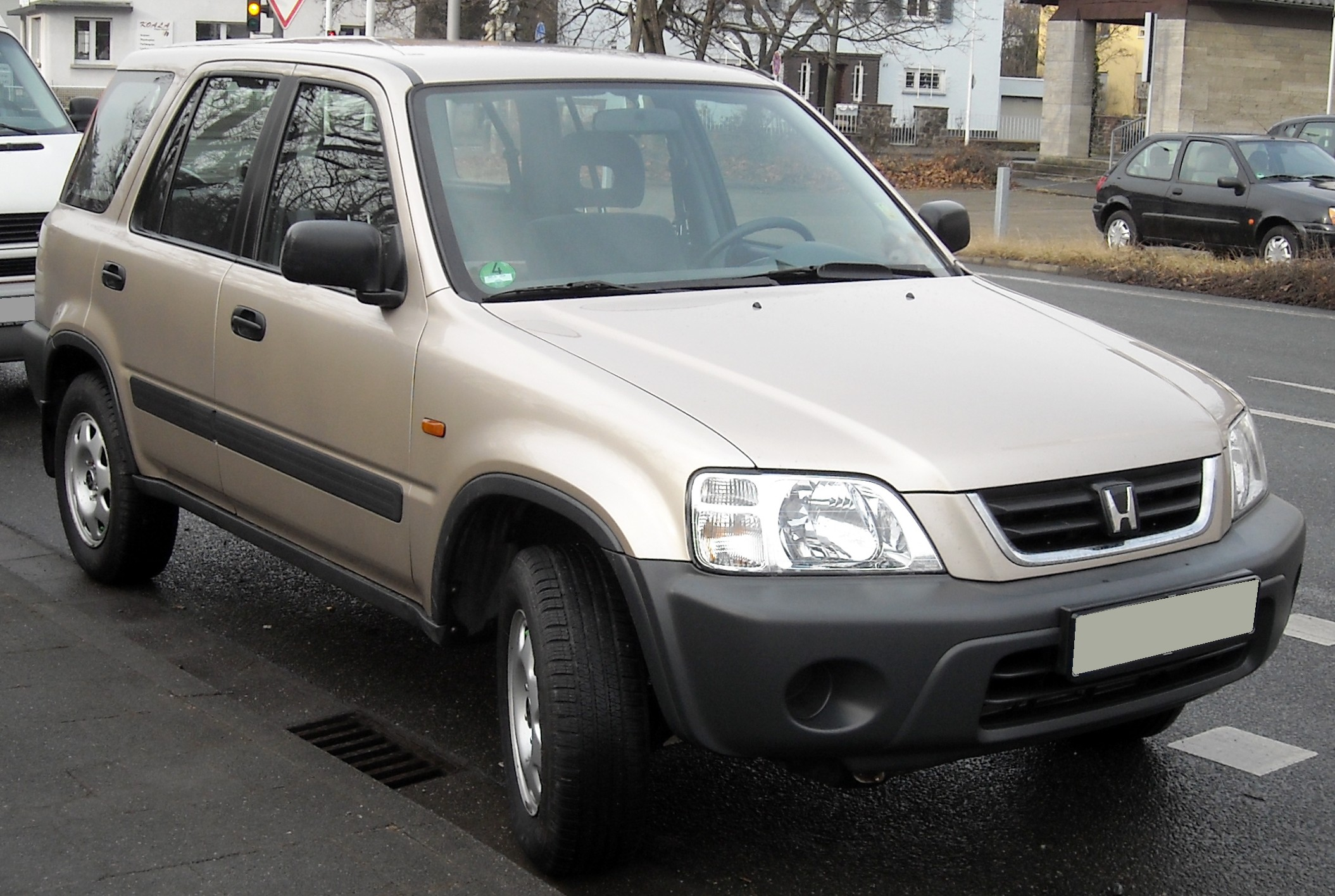
ホンダ・CR-V（初代）
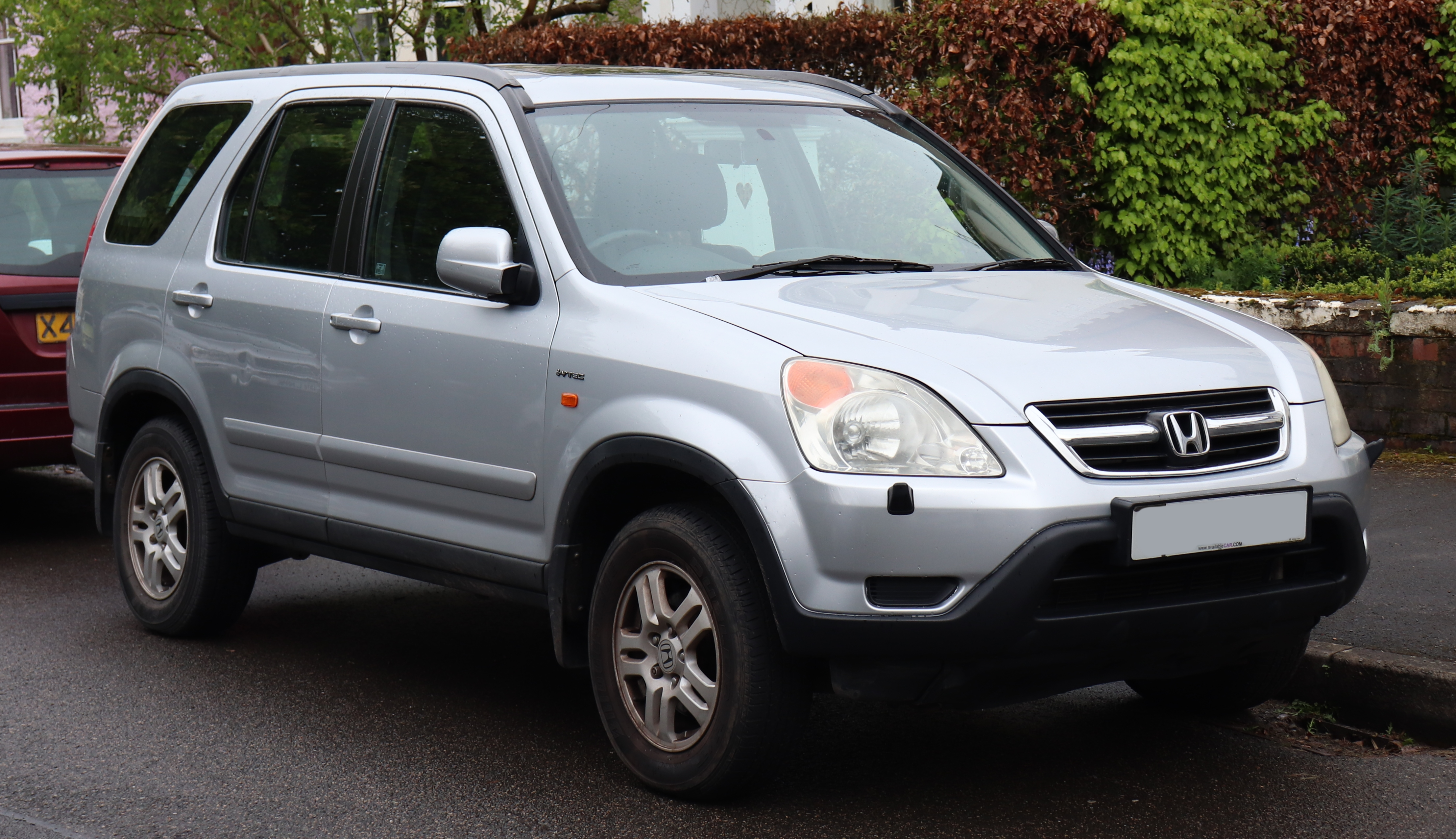
ホンダ・CR-V（2代目）
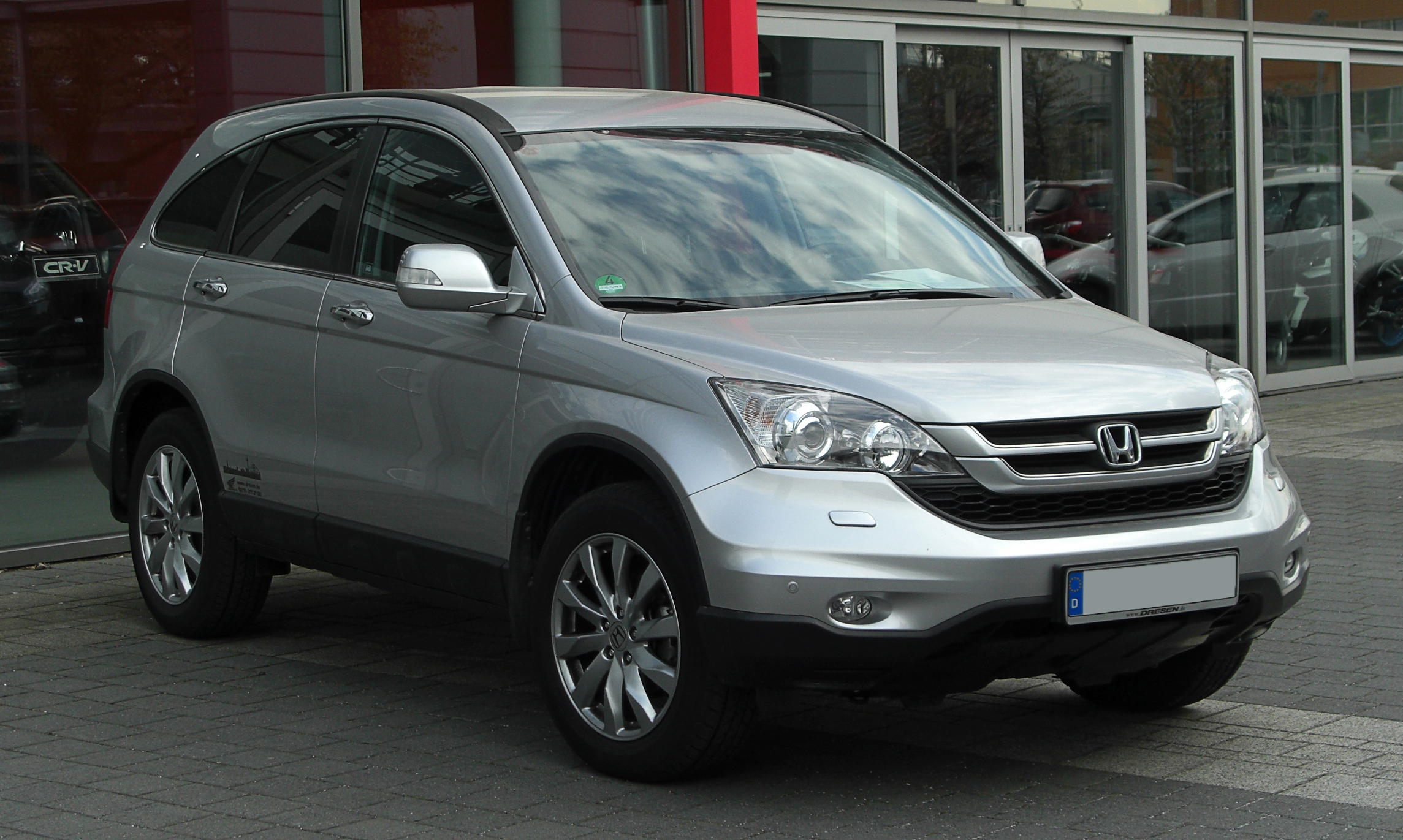
ホンダ・CR-V（3代目）
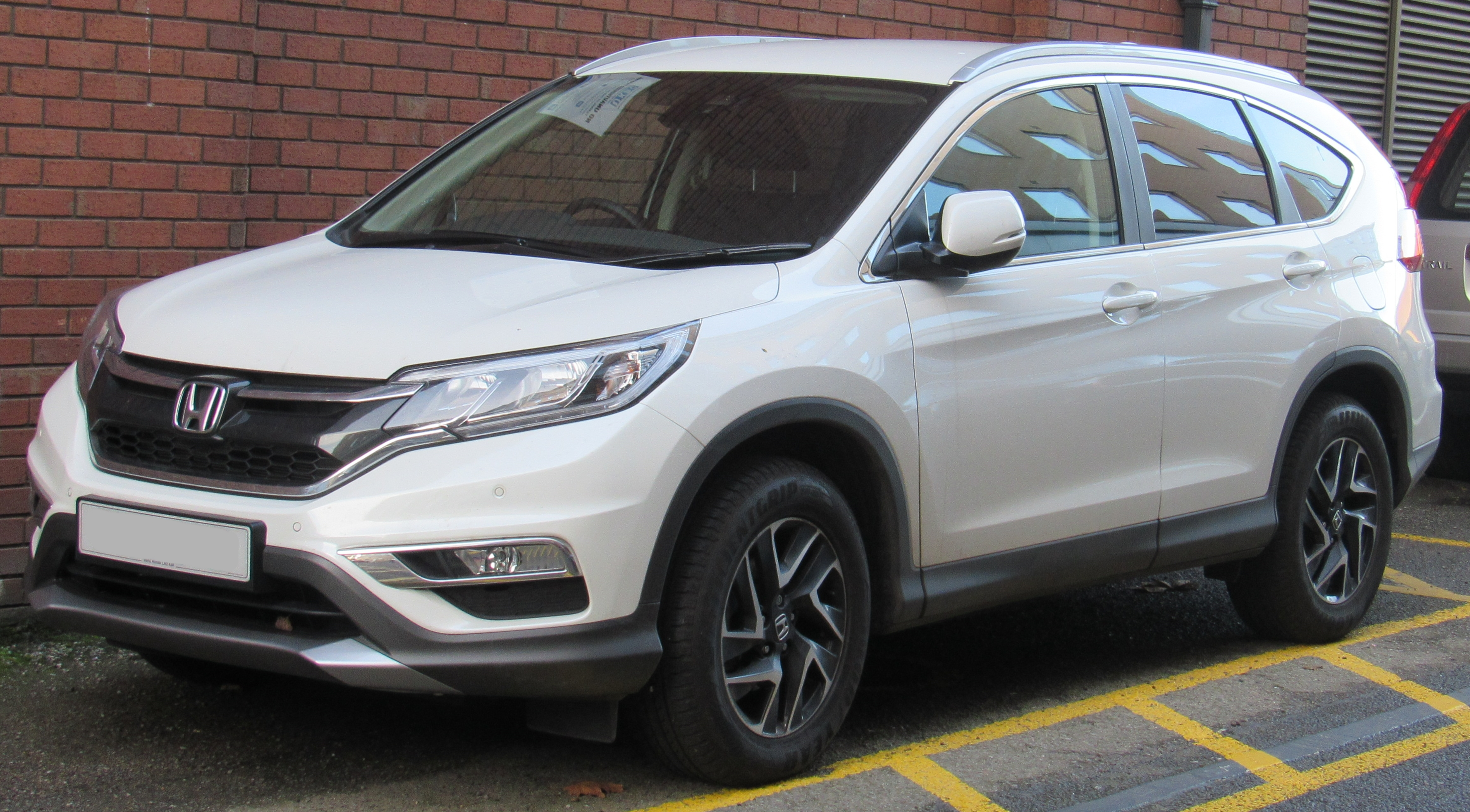
ホンダ・CR-V（4代目）
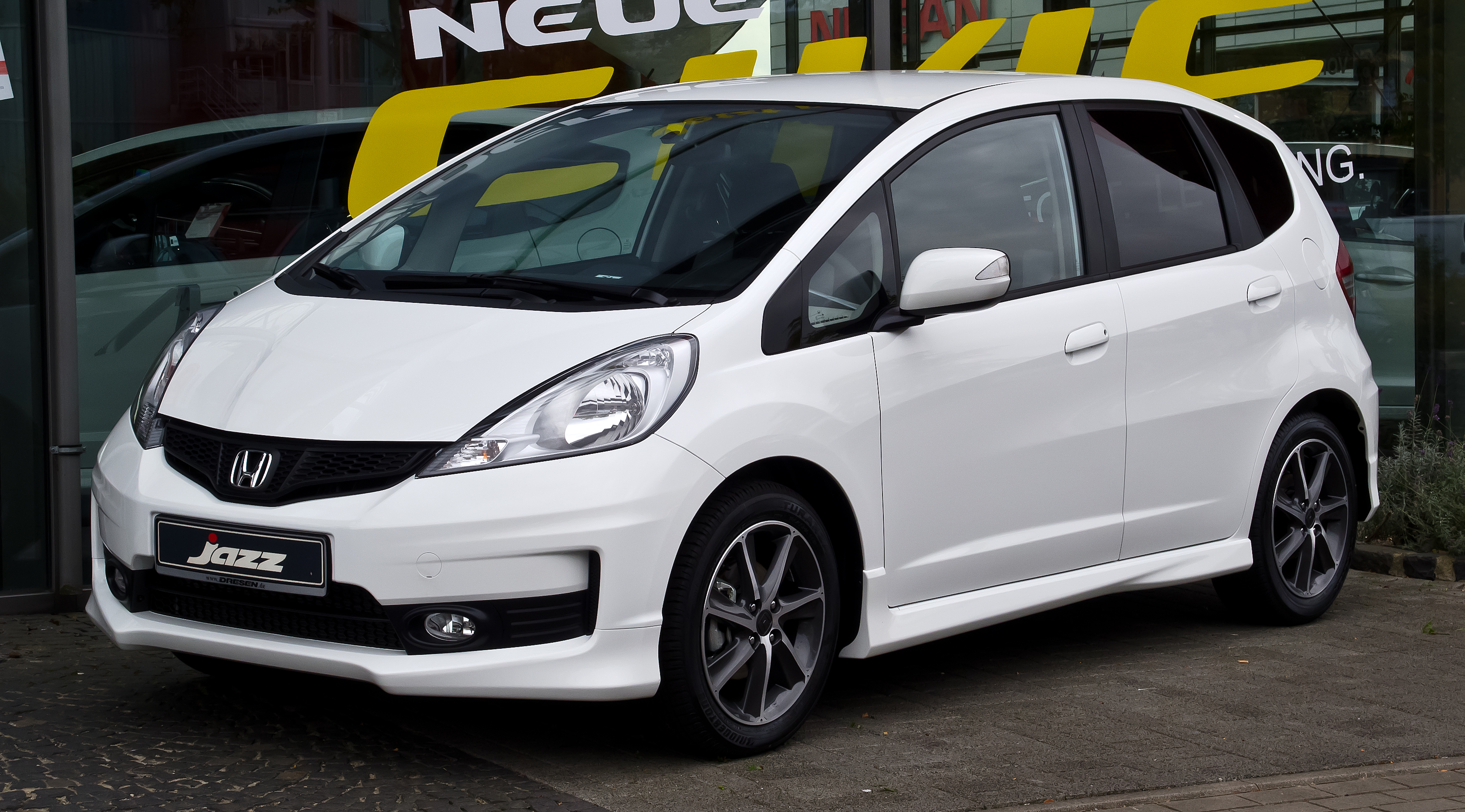
ホンダ・ジャズ（2代目）